# Бату (город)
Бату (индон. Batu) — город в Индонезии, расположенный на территории провинции Восточная Ява. Территория города выделена в самостоятельную административную единицу — муниципалитет.

## Географическое положение
Город находится в центральной части провинции, в восточной части острова Ява, вблизи вулканов Арджуно-Уелиранг, Анджасморо, Кави, Велиран и Пандерман. Абсолютная высота — 837 метров над уровнем моря.

Бату расположен на расстоянии приблизительно 60 километров к юго-юго-западу (SSW) от Сурабаи, административного центра провинции.

## Административное деление
Муниципалитет Бату был выделен в отдельную административную единицу из состава округа Маланг в 2001 году.
Территория муниципалитета подразделяется на три района (kecamatan), которые в свою очередь делятся на 24 сельских поселения (kelurahan). Общая площадь — 202,3 км².

## Население
По данным официальной переписи 2010 года численность населения Бату составляла 170 948 человек.
Динамика численности населения города по годам:
| 1990   | 2010    |
| ------ | ------- |
| 65 835 | 170 948 |

## Транспорт
Ближайший аэропорт расположен в городе Маланг.